# نانسی سیناترا
نانسی ساندرا سیناترا (به انگلیسی: Nancy Sandra Sinatra) (زادهٔ ۸ ژوئیهٔ ۱۹۴۰، جرزی سیتی) خواننده، بازیگر و نویسندهٔ آمریکایی است.
او دختر فرانک سیناترا، خواننده و بازیگر نامدار آمریکایی، و خواهر فرانک سیناترا جونیور و تینا سیناترا است. معروف‌ترین آهنگ او "These Boots Are Made For Walkin" است.

## اوایل زندگی

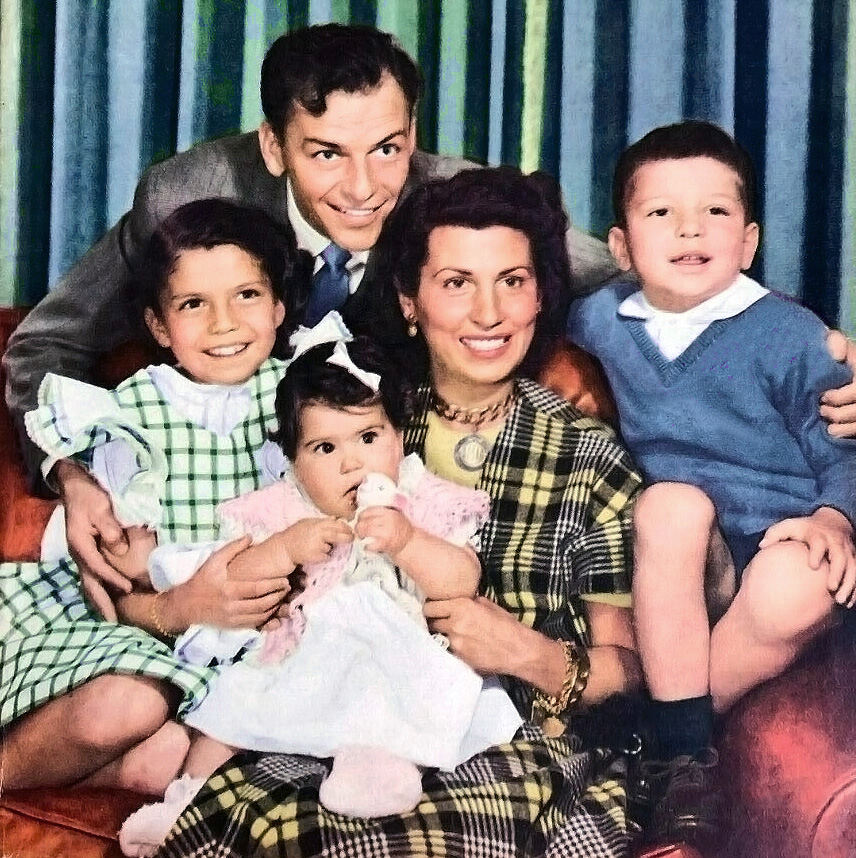
نانسی ساندرا سیناترا در کنار خانواده سال 1949

نانسی سیناترا در ۸ ژوئن سال ۱۹۴۰ در جرسی سیتی، نیوجرسی به دنیا آمد. فرانک سیناترا از همسر اول خود، نانسی بارباتو سه فرزند داشت و نانسی فرزند ارشد آن‌ها بود. پدر و مادر نانسی هر دو اصالتاً ایتالیایی بودند. هنگاهی که او یک کودک نو پا بود، خانواده‌اش به هاسبروک هایتز، نیوجرسی نقل‌مکان کردند و بعدها به خاطر فعالیت فرانک سیناترا در هالیوود دوباره به دریاچه تولوکا، کالیفرنیا نقل‌مکان کردند که فرانک در آنجا سال‌ها کلاس‌های پیانو، رقص و اجرای نمایشی برپا کرد.
فرانک سیناترا در سال ۱۹۴۵ ترانهٔ "نانسی (با چهره خنده‌دار)" را در مورد نانسی اجرا کرد.